# Osádka
Osádka este o comună slovacă, aflată în districtul Dolný Kubín din regiunea Žilina, pe malul râului Leštinský potok⁠(d). Localitatea se află la altitudinea de 678 m deasupra n.m., se întinde pe o suprafață de 4,079 km2 și în 2017 număra 164 de locuitori.

## Istoric
Localitatea Osádka este atestată documentar din 1381.

## Demografie
| An:                | 1994 | 2004    | 2014   | 2024    |
| ------------------ | ---- | ------- | ------ | ------- |
| Număr de persoane: | 157  | 140     | 141    | 175     |
| Diferență:         |      | −10,82% | +0,71% | +24,11% |

| An:                | 2023 | 2024   |
| ------------------ | ---- | ------ |
| Număr de persoane: | 176  | 175    |
| Diferență:         |      | −0,56% |